# Pandemia de COVID-19 em Hong Kong
Este artigo documenta os impactos da pandemia de COVID-19 de 2020 na Região Administrativa Especial de Hong Kong da República Popular da China e pode não incluir todas as principais respostas e medidas contemporâneas.
O primeiro caso confirmado de COVID-19 no território de Hong Kong foi anunciado em 23 de janeiro de 2020.

## Contextualização
O surto de coronavírus em Wuhan, China, ocorreu no cenário de protestos políticos amplos e intensos, alimentados por sentimentos antigovernamentais, desde junho de 2019. A eleição do Conselho Distrital em novembro, amplamente considerada um referendo sobre as demandas do movimento de protesto, viu os pró-democratas alcançarem a sua maior vitória na história de Hong Kong. A economia da cidade está, portanto, cambaleando sob os efeitos da agitação, a confiança nos negócios sofreu, e a cidade entrou em recessão. À medida que a crise do coronavírus aumentava ainda mais em fevereiro e março de 2020, a escala dos protestos diminuía. As atividades de protesto continuavam regularmente em Tseung Kwan O New Town, Yuen Long e Mong Kok todos os meses. Atualmente, os protestos foram interrompidos devido à pandemia de coronavírus.
Lam invocou a Portaria de Regulamentação de Emergência em 4 de outubro para impor uma lei para proibir o uso de máscaras em reuniões públicas. A lei viria a contradizer medidas posteriores para controlar a propagação do vírus.
Para os habitantes de Hong Kong, o surto evocou lembranças amargas, pois a cidade estava na vanguarda da epidemia de SARS em 2003, quando mais de 1.700 pessoas contraíram o vírus e quase 300 pessoas morreram localmente.

## Casos

### Casos por género e idade
|             | Hospitalizados | Hospitalizados | Recuperados | Recuperados | Falecidos | Falecidos |       |             |
| Idades      | Masculino      | Feminino       | Masculino   | Feminino    | Masculino | Feminino  | Total | Percentagem |
| 0 a 20      | 2              | 3              | 117         | 90          |           |           | 212   | 19.9%       |
| 21 a 30     | 3              | 1              | 119         | 112         |           |           | 235   | 22.1%       |
| 31 a 40     | 2              | 3              | 110         | 95          | 1         |           | 211   | 19.8%       |
| 41 a 50     | 2              |                | 68          | 51          |           |           | 121   | 11.4%       |
| 51 a 60     | 4              | 2              | 75          | 62          |           |           | 143   | 13.4%       |
| 61 a 70     | 3              | 1              | 49          | 44          | 1         |           | 98    | 9.2%        |
| acima de 70 | 3              | 2              | 15          | 22          | 1         | 1         | 44    | 4.1%        |

### Casos por área e hospitais
| Hospital                                 | Hospitalizado | Recuperados | Falecido |
| ---------------------------------------- | ------------- | ----------- | -------- |
| Island East                              |               |             |          |
| Pamela Youde Nethersole Eastern Hospital | 2             | 120         | 1        |
| Ruttonjee Hospital                       | 1             | 60          |          |
| Island West                              |               |             |          |
| Queen Mary Hospital                      | 1             | 121         |          |
| Kowloon Central                          |               |             |          |
| Queen Elizabeth Hospital                 | 5             | 115         |          |
| Kwong Wah Hospital                       |               | 19          |          |
| Kowloon East                             |               |             |          |
| United Christian Hospital                |               | 122         |          |
| Tseung Kwan O Hospital                   |               | 28          |          |
| Kowloon West                             |               |             |          |
| Princess Margaret Hospital               | 14            | 125         | 2        |
| Caritas Medical Centre                   | 1             | 20          | 1        |
| Yan Chai Hospital                        |               | 16          |          |
| North Lantau Hospital                    |               | 2           |          |
| New Territories East                     |               |             |          |
| Prince of Wales Hospital                 |               | 97          |          |
| Alice Ho Miu Ling Nethersole Hospital    |               | 45          |          |
| North District Hospital                  | 1             | 36          |          |
| New Territories West                     |               |             |          |
| Tuen Mun Hospital                        | 6             | 101         |          |
| Pok Oi Hospital                          |               | 2           |          |

### Gráficos

#### Número diário de casos ativos desde 1 de março de 2020
| Casos de COVID-19 em Hong Kong () Mortes Recuperados Casos ativos 20202021jan.fev.mar.abr.mai.jun.jul.ago.set.out.nov.dez.jan.fev.mar.abr.mai.jun.jul.ago.set.out.Últimos 15 diasÚltimos 15 dias | Casos de COVID-19 em Hong Kong () Mortes Recuperados Casos ativos 20202021jan.fev.mar.abr.mai.jun.jul.ago.set.out.nov.dez.jan.fev.mar.abr.mai.jun.jul.ago.set.out.Últimos 15 diasÚltimos 15 dias | Casos de COVID-19 em Hong Kong () Mortes Recuperados Casos ativos 20202021jan.fev.mar.abr.mai.jun.jul.ago.set.out.nov.dez.jan.fev.mar.abr.mai.jun.jul.ago.set.out.Últimos 15 diasÚltimos 15 dias | Casos de COVID-19 em Hong Kong () Mortes Recuperados Casos ativos 20202021jan.fev.mar.abr.mai.jun.jul.ago.set.out.nov.dez.jan.fev.mar.abr.mai.jun.jul.ago.set.out.Últimos 15 diasÚltimos 15 dias | Casos de COVID-19 em Hong Kong () Mortes Recuperados Casos ativos 20202021jan.fev.mar.abr.mai.jun.jul.ago.set.out.nov.dez.jan.fev.mar.abr.mai.jun.jul.ago.set.out.Últimos 15 diasÚltimos 15 dias |
| --- | --- | --- | --- | --- |
| Data | Data | | # de casos | # de mortes |
| 2020-01-23 | 2020-01-23 | | 2(n.a.) | |
| 2020-01-24 | 2020-01-24 | | 2(=) | |
| 2020-01-25 | 2020-01-25 | | 5(+150%) | |
| 2020-01-26 | 2020-01-26 | | 8(+60%) | |
| ⋮ | ⋮ | | 8(=) | |
| 2020-01-29 | 2020-01-29 | | 10(+25%) | |
| 2020-01-30 | 2020-01-30 | | 12(+20%) | |
| 2020-01-31 | 2020-01-31 | | 13(+8,3%) | |
| 2020-02-01 | 2020-02-01 | | 14(+7,7%) | |
| 2020-02-02 | 2020-02-02 | | 15(+7,1%) | |
| 2020-02-03 | 2020-02-03 | | 15(=) | |
| 2020-02-04 | 2020-02-04 | | 18(+20%) | 1(n.a.) |
| 2020-02-05 | 2020-02-05 | | 21(+17%) | 1(=) |
| 2020-02-06 | 2020-02-06 | | 24(+14%) | 1(=) |
| 2020-02-07 | 2020-02-07 | | 26(+8,3%) | 1(=) |
| 2020-02-08 | 2020-02-08 | | 26(=) | 1(=) |
| 2020-02-09 | 2020-02-09 | | 36(+38%) | 1(=) |
| 2020-02-10 | 2020-02-10 | | 42(+17%) | 1(=) |
| 2020-02-11 | 2020-02-11 | | 49(+17%) | 1(=) |
| 2020-02-12 | 2020-02-12 | | 50(+2%) | 1(=) |
| 2020-02-13 | 2020-02-13 | | 53(+6%) | 1(=) |
| 2020-02-14 | 2020-02-14 | | 56(+5,7%) | 1(=) |
| 2020-02-15 | 2020-02-15 | | 56(=) | 1(=) |
| 2020-02-16 | 2020-02-16 | | 57(+1,8%) | 1(=) |
| 2020-02-17 | 2020-02-17 | | 60(+5,3%) | 1(=) |
| 2020-02-18 | 2020-02-18 | | 62(+3,3%) | 1(=) |
| 2020-02-19 | 2020-02-19 | | 65(+4,8%) | 2(+100%) |
| 2020-02-20 | 2020-02-20 | | 68(+4,6%) | 2(=) |
| 2020-02-21 | 2020-02-21 | | 68(=) | 2(=) |
| 2020-02-22 | 2020-02-22 | | 69(+1,5%) | 2(=) |
| 2020-02-23 | 2020-02-23 | | 74(+7,2%) | 2(=) |
| 2020-02-24 | 2020-02-24 | | 81(+9,5%) | 2(=) |
| 2020-02-25 | 2020-02-25 | | 85(+4,9%) | 2(=) |
| 2020-02-26 | 2020-02-26 | | 91(+7,1%) | 2(=) |
| 2020-02-27 | 2020-02-27 | | 93(+2,2%) | 2(=) |
| 2020-02-28 | 2020-02-28 | | 94(+1,1%) | 2(=) |
| 2020-02-29 | 2020-02-29 | | 95(+1,1%) | 2(=) |
| 2020-03-01 | 2020-03-01 | | 100(+5,3%) | 2(=) |
| 2020-03-02 | 2020-03-02 | | 101(+1%) | 2(=) |
| 2020-03-03 | 2020-03-03 | | 101(=) | 2(=) |
| 2020-03-04 | 2020-03-04 | | 105(+4%) | 2(=) |
| 2020-03-05 | 2020-03-05 | | 105(=) | 2(=) |
| 2020-03-06 | 2020-03-06 | | 108(+2,9%) | 2(=) |
| 2020-03-07 | 2020-03-07 | | 110(+1,9%) | 2(=) |
| 2020-03-08 | 2020-03-08 | | 115(+4,5%) | 3(+50%) |
| 2020-03-09 | 2020-03-09 | | 116(+0,87%) | 3(=) |
| 2020-03-10 | 2020-03-10 | | 121(+4,3%) | 3(=) |
| 2020-03-11 | 2020-03-11 | | 130(+7,4%) | 3(=) |
| 2020-03-12 | 2020-03-12 | | 132(+1,5%) | 3(=) |
| 2020-03-13 | 2020-03-13 | | 138(+4,5%) | 4(+33%) |
| 2020-03-14 | 2020-03-14 | | 142(+2,9%) | 4(=) |
| 2020-03-15 | 2020-03-15 | | 149(+4,9%) | 4(=) |
| 2020-03-16 | 2020-03-16 | | 158(+6%) | 4(=) |
| 2020-03-17 | 2020-03-17 | | 168(+6,3%) | 4(=) |
| 2020-03-18 | 2020-03-18 | | 193(+15%) | 4(=) |
| 2020-03-19 | 2020-03-19 | | 209(+8,3%) | 4(=) |
| 2020-03-20 | 2020-03-20 | | 257(+23%) | 4(=) |
| 2020-03-21 | 2020-03-21 | | 274(+6,6%) | 4(=) |
| 2020-03-22 | 2020-03-22 | | 318(+16%) | 4(=) |
| 2020-03-23 | 2020-03-23 | | 357(+12%) | 4(=) |
| 2020-03-24 | 2020-03-24 | | 387(+8,4%) | 4(=) |
| 2020-03-25 | 2020-03-25 | | 411(+6,2%) | 4(=) |
| 2020-03-26 | 2020-03-26 | | 454(+10%) | 4(=) |
| 2020-03-27 | 2020-03-27 | | 519(+14%) | 4(=) |
| 2020-03-28 | 2020-03-28 | | 583(+12%) | 4(=) |
| 2020-03-29 | 2020-03-29 | | 642(+10%) | 4(=) |
| 2020-03-30 | 2020-03-30 | | 683(+6,4%) | 4(=) |
| 2020-03-31 | 2020-03-31 | | 715(+4,7%) | 4(=) |
| 2020-04-01 | 2020-04-01 | | 766(+7,1%) | 4(=) |
| 2020-04-02 | 2020-04-02 | | 803(+4,8%) | 4(=) |
| 2020-04-03 | 2020-04-03 | | 846(+5,4%) | 4(=) |
| 2020-04-04 | 2020-04-04 | | 863(+2%) | 4(=) |
| 2020-04-05 | 2020-04-05 | | 891(+3,2%) | 4(=) |
| 2020-04-06 | 2020-04-06 | | 915(+2,7%) | 4(=) |
| 2020-04-07 | 2020-04-07 | | 936(+2,3%) | 4(=) |
| 2020-04-08 | 2020-04-08 | | 961(+2,7%) | 4(=) |
| 2020-04-09 | 2020-04-09 | | 974(+1,4%) | 4(=) |
| 2020-04-10 | 2020-04-10 | | 990(+1,6%) | 4(=) |
| 2020-04-11 | 2020-04-11 | | 1 001(+1,1%) | 4(=) |
| 2020-04-12 | 2020-04-12 | | 1 005(+0,4%) | 4(=) |
| 2020-04-13 | 2020-04-13 | | 1 010(+0,5%) | 4(=) |
| 2020-04-14 | 2020-04-14 | | 1 013(+0,3%) | 4(=) |
| 2020-04-15 | 2020-04-15 | | 1 017(+0,39%) | 4(=) |
| 2020-04-16 | 2020-04-16 | | 1 018(+0,1%) | 4(=) |
| 2020-04-17 | 2020-04-17 | | 1 022(+0,39%) | 4(=) |
| 2020-04-18 | 2020-04-18 | | 1 024(+0,2%) | 4(=) |
| 2020-04-19 | 2020-04-19 | | 1 026(+0,2%) | 4(=) |
| 2020-04-20 | 2020-04-20 | | 1 026(=) | 4(=) |
| 2020-04-21 | 2020-04-21 | | 1 030(+0,39%) | 4(=) |
| 2020-04-22 | 2020-04-22 | | 1 034(+0,39%) | 4(=) |
| 2020-04-23 | 2020-04-23 | | 1 036(+0,19%) | 4(=) |
| 2020-04-24 | 2020-04-24 | | 1 036(=) | 4(=) |
| 2020-04-25 | 2020-04-25 | | 1 038(+0,19%) | 4(=) |
| 2020-04-26 | 2020-04-26 | | 1 038(=) | 4(=) |
| 2020-04-27 | 2020-04-27 | | 1 038(=) | 4(=) |
| 2020-04-28 | 2020-04-28 | | 1 038(=) | 4(=) |
| 2020-04-29 | 2020-04-29 | | 1 038(=) | 4(=) |
| 2020-04-30 | 2020-04-30 | | 1 038(=) | 4(=) |
| 2020-05-01 | 2020-05-01 | | 1 040(+0,19%) | 4(=) |
| 2020-05-02 | 2020-05-02 | | 1 040(=) | 4(=) |
| 2020-05-03 | 2020-05-03 | | 1 040(=) | 4(=) |
| 2020-05-04 | 2020-05-04 | | 1 041(+0,1%) | 4(=) |
| 2020-05-05 | 2020-05-05 | | 1 041(=) | 4(=) |
| 2020-05-06 | 2020-05-06 | | 1 041(=) | 4(=) |
| 2020-05-07 | 2020-05-07 | | 1 045(+0,38%) | 4(=) |
| 2020-05-08 | 2020-05-08 | | 1 045(=) | 4(=) |
| 2020-05-09 | 2020-05-09 | | 1 045(=) | 4(=) |
| 2020-05-10 | 2020-05-10 | | 1 048(+0,29%) | 4(=) |
| 2020-05-11 | 2020-05-11 | | 1 048(=) | 4(=) |
| 2020-05-12 | 2020-05-12 | | 1 048(=) | 4(=) |
| 2020-05-13 | 2020-05-13 | | 1 051(+0,29%) | 4(=) |
| 2020-05-14 | 2020-05-14 | | 1 052(+0,1%) | 4(=) |
| 2020-05-15 | 2020-05-15 | | 1 053(+0,1%) | 4(=) |
| 2020-05-16 | 2020-05-16 | | 1 053(=) | 4(=) |
| 2020-05-17 | 2020-05-17 | | 1 056(+0,28%) | 4(=) |
| 2020-05-18 | 2020-05-18 | | 1 056(=) | 4(=) |
| 2020-05-19 | 2020-05-19 | | 1 056(=) | 4(=) |
| 2020-05-20 | 2020-05-20 | | 1 056(=) | 4(=) |
| 2020-05-21 | 2020-05-21 | | 1 064(+0,76%) | 4(=) |
| 2020-05-22 | 2020-05-22 | | 1 066(+0,19%) | 4(=) |
| 2020-05-23 | 2020-05-23 | | 1 066(=) | 4(=) |
| 2020-05-24 | 2020-05-24 | | 1 066(=) | 4(=) |
| 2020-05-25 | 2020-05-25 | | 1 066(=) | 4(=) |
| 2020-05-26 | 2020-05-26 | | 1 066(=) | 4(=) |
| 2020-05-27 | 2020-05-27 | | 1 067(+0,09%) | 4(=) |
| 2020-05-28 | 2020-05-28 | | 1 067(=) | 4(=) |
| 2020-05-29 | 2020-05-29 | | 1 080(+1,2%) | 4(=) |
| 2020-05-30 | 2020-05-30 | | 1 083(+0,28%) | 4(=) |
| 2020-05-31 | 2020-05-31 | | 1 085(+0,18%) | 4(=) |
| 2020-06-01 | 2020-06-01 | | 1 088(+0,28%) | 4(=) |
| 2020-06-02 | 2020-06-02 | | 1 094(+0,55%) | 4(=) |
| 2020-06-03 | 2020-06-03 | | 1 094(=) | 4(=) |
| 2020-06-04 | 2020-06-04 | | 1 100(+0,55%) | 4(=) |
| 2020-06-05 | 2020-06-05 | | 1 103(+0,27%) | 4(=) |
| 2020-06-06 | 2020-06-06 | | 1 106(+0,27%) | 4(=) |
| 2020-06-07 | 2020-06-07 | | 1 107(+0,09%) | 4(=) |
| 2020-06-08 | 2020-06-08 | | 1 108(+0,09%) | 4(=) |
| 2020-06-09 | 2020-06-09 | | 1 108(=) | 4(=) |
| 2020-06-10 | 2020-06-10 | | 1 108(=) | 4(=) |
| 2020-06-11 | 2020-06-11 | | 1 108(=) | 4(=) |
| 2020-06-12 | 2020-06-12 | | 1 109(+0,09%) | 4(=) |
| 2020-06-13 | 2020-06-13 | | 1 110(+0,09%) | 4(=) |
| 2020-06-14 | 2020-06-14 | | 1 110(=) | 4(=) |
| 2020-06-15 | 2020-06-15 | | 1 113(+0,27%) | 4(=) |
| 2020-06-16 | 2020-06-16 | | 1 113(=) | 4(=) |
| 2020-06-17 | 2020-06-17 | | 1 121(+0,72%) | 4(=) |
| 2020-06-18 | 2020-06-18 | | 1 125(+0,36%) | 4(=) |
| 2020-06-19 | 2020-06-19 | | 1 128(+0,27%) | 4(=) |
| 2020-06-20 | 2020-06-20 | | 1 129(+0,09%) | 5(+25%) |
| 2020-06-21 | 2020-06-21 | | 1 132(+0,27%) | 5(=) |
| 2020-06-22 | 2020-06-22 | | 1 162(+2,7%) | 5(=) |
| 2020-06-23 | 2020-06-23 | | 1 178(+1,4%) | 6(+20%) |
| 2020-06-24 | 2020-06-24 | | 1 180(+0,17%) | 6(=) |
| 2020-06-25 | 2020-06-25 | | 1 194(+1,2%) | 7(+17%) |
| 2020-06-26 | 2020-06-26 | | 1 197(+0,25%) | 7(=) |
| 2020-06-27 | 2020-06-27 | | 1 198(+0,08%) | 7(=) |
| 2020-06-28 | 2020-06-28 | | 1 200(+0,17%) | 7(=) |
| 2020-06-29 | 2020-06-29 | | 1 204(+0,33%) | 7(=) |
| 2020-06-30 | 2020-06-30 | | 1 206(+0,17%) | 7(=) |
| 2020-07-01 | 2020-07-01 | | 1 234(+2,3%) | 7(=) |
| 2020-07-02 | 2020-07-02 | | 1 243(+0,73%) | 7(=) |
| 2020-07-03 | 2020-07-03 | | 1 248(+0,4%) | 7(=) |
| 2020-07-04 | 2020-07-04 | | 1 259(+0,88%) | 7(=) |
| 2020-07-05 | 2020-07-05 | | 1 269(+0,79%) | 7(=) |
| 2020-07-06 | 2020-07-06 | | 1 286(+1,3%) | 7(=) |
| 2020-07-07 | 2020-07-07 | | 1 300(+1,1%) | 7(=) |
| 2020-07-08 | 2020-07-08 | | 1 324(+1,8%) | 7(=) |
| 2020-07-09 | 2020-07-09 | | 1 366(+3,2%) | 7(=) |
| 2020-07-10 | 2020-07-10 | | 1 404(+2,8%) | 7(=) |
| 2020-07-11 | 2020-07-11 | | 1 432(+2%) | 7(=) |
| 2020-07-12 | 2020-07-12 | | 1 470(+2,7%) | 7(=) |
| 2020-07-13 | 2020-07-13 | | 1 522(+3,5%) | 8(+14%) |
| 2020-07-14 | 2020-07-14 | | 1 570(+3,2%) | 8(=) |
| 2020-07-15 | 2020-07-15 | | 1 589(+1,2%) | 8(=) |
| 2020-07-16 | 2020-07-16 | | 1 656(+4,2%) | 10(+25%) |
| 2020-07-17 | 2020-07-17 | | 1 714(+3,5%) | 11(+10%) |
| 2020-07-18 | 2020-07-18 | | 1 778(+3,7%) | 12(+9,1%) |
| 2020-07-19 | 2020-07-19 | | 1 885(+6%) | 12(=) |
| 2020-07-20 | 2020-07-20 | | 1 958(+3,9%) | 12(=) |
| 2020-07-21 | 2020-07-21 | | 2 019(+3,1%) | 14(+17%) |
| 2020-07-22 | 2020-07-22 | | 2 132(+5,6%) | 14(=) |
| 2020-07-23 | 2020-07-23 | | 2 250(+5,5%) | 15(+7,1%) |
| 2020-07-24 | 2020-07-24 | | 2 373(+5,5%) | 16(+6,7%) |
| 2020-07-25 | 2020-07-25 | | 2 506(+5,6%) | 18(+12%) |
| 2020-07-26 | 2020-07-26 | | 2 634(+5,1%) | 18(=) |
| 2020-07-27 | 2020-07-27 | | 2 779(+5,5%) | 22(+22%) |
| 2020-07-28 | 2020-07-28 | | 2 885(+3,8%) | 22(=) |
| 2020-07-29 | 2020-07-29 | | 3 003(+4,1%) | 24(+9,1%) |
| 2020-07-30 | 2020-07-30 | | 3 152(+5%) | 24(=) |
| 2020-07-31 | 2020-07-31 | | 3 273(+3,8%) | 27(+12%) |
| 2020-08-01 | 2020-08-01 | | 3 397(+3,8%) | 31(+15%) |
| 2020-08-02 | 2020-08-02 | | 3 512(+3,4%) | 34(+9,7%) |
| 2020-08-03 | 2020-08-03 | | 3 590(+2,2%) | 37(+8,8%) |
| 2020-08-04 | 2020-08-04 | | 3 670(+2,2%) | 42(+14%) |
| 2020-08-05 | 2020-08-05 | | 3 755(+2,3%) | 43(+2,4%) |
| 2020-08-06 | 2020-08-06 | | 3 850(+2,5%) | 46(+7%) |
| 2020-08-07 | 2020-08-07 | | 3 939(+2,3%) | 47(+2,2%) |
| 2020-08-08 | 2020-08-08 | | 4 008(+1,8%) | 47(=) |
| 2020-08-09 | 2020-08-09 | | 4 080(+1,8%) | 52(+11%) |
| 2020-08-10 | 2020-08-10 | | 4 149(+1,7%) | 56(+7,7%) |
| 2020-08-11 | 2020-08-11 | | 4 182(+0,8%) | 59(+5,4%) |
| 2020-08-12 | 2020-08-12 | | 4 244(+1,5%) | 63(+6,8%) |
| 2020-08-13 | 2020-08-13 | | 4 313(+1,6%) | 65(+3,2%) |
| 2020-08-14 | 2020-08-14 | | 4 361(+1,1%) | 67(+3,1%) |
| 2020-08-15 | 2020-08-15 | | 4 407(+1,1%) | 69(+3%) |
| 2020-08-16 | 2020-08-16 | | 4 481(+1,7%) | 69(=) |
| 2020-08-17 | 2020-08-17 | | 4 525(+0,98%) | 69(=) |
| 2020-08-18 | 2020-08-18 | | 4 561(+0,8%) | 71(+2,9%) |
| 2020-08-19 | 2020-08-19 | | 4 587(+0,57%) | 72(+1,4%) |
| 2020-08-20 | 2020-08-20 | | 4 605(+0,39%) | 75(+4,2%) |
| 2020-08-21 | 2020-08-21 | | 4 632(+0,59%) | 75(=) |
| 2020-08-22 | 2020-08-22 | | 4 658(+0,56%) | 76(+1,3%) |
| 2020-08-23 | 2020-08-23 | | 4 683(+0,54%) | 77(+1,3%) |
| 2020-08-24 | 2020-08-24 | | 4 692(+0,19%) | 77(=) |
| 2020-08-25 | 2020-08-25 | | 4 711(+0,4%) | 77(=) |
| 2020-08-26 | 2020-08-26 | | 4 735(+0,51%) | 79(+2,6%) |
| 2020-08-27 | 2020-08-27 | | 4 756(+0,44%) | 82(+3,8%) |
| 2020-08-28 | 2020-08-28 | | 4 769(+0,27%) | 84(+2,4%) |
| 2020-08-29 | 2020-08-29 | | 4 787(+0,38%) | 87(+3,6%) |
| 2020-08-30 | 2020-08-30 | | 4 802(+0,31%) | 88(+1,1%) |
| 2020-08-31 | 2020-08-31 | | 4 811(+0,19%) | 89(+1,1%) |
| 2020-09-01 | 2020-09-01 | | 4 823(+0,25%) | 90(+1,1%) |
| 2020-09-02 | 2020-09-02 | | 4 831(+0,17%) | 93(+3,3%) |
| 2020-09-03 | 2020-09-03 | | 4 839(+0,17%) | 94(+1,1%) |
| 2020-09-04 | 2020-09-04 | | 4 851(+0,25%) | 94(=) |
| 2020-09-05 | 2020-09-05 | | 4 858(+0,14%) | 95(+1,1%) |
| 2020-09-06 | 2020-09-06 | | 4 879(+0,43%) | 97(+2,1%) |
| 2020-09-07 | 2020-09-07 | | 4 890(+0,23%) | 98(+1%) |
| 2020-09-08 | 2020-09-08 | | 4 896(+0,12%) | 99(+1%) |
| 2020-09-09 | 2020-09-09 | | 4 902(+0,12%) | 99(=) |
| 2020-09-10 | 2020-09-10 | | 4 914(+0,24%) | 99(=) |
| 2020-09-11 | 2020-09-11 | | 4 926(+0,24%) | 99(=) |
| 2020-09-12 | 2020-09-12 | | 4 939(+0,26%) | 100(+1%) |
| 2020-09-13 | 2020-09-13 | | 4 958(+0,38%) | 100(=) |
| 2020-09-14 | 2020-09-14 | | 4 972(+0,28%) | 101(+1%) |
| 2020-09-15 | 2020-09-15 | | 4 976(+0,08%) | 102(+0,99%) |
| 2020-09-16 | 2020-09-16 | | 4 985(+0,18%) | 102(=) |
| 2020-09-17 | 2020-09-17 | | 4 994(+0,18%) | 103(+0,98%) |
| 2020-09-18 | 2020-09-18 | | 4 997(+0,06%) | 103(=) |
| 2020-09-19 | 2020-09-19 | | 5 010(+0,26%) | 103(=) |
| 2020-09-20 | 2020-09-20 | | 5 033(+0,46%) | 103(=) |
| 2020-09-21 | 2020-09-21 | | 5 039(+0,12%) | 103(=) |
| 2020-09-22 | 2020-09-22 | | 5 047(+0,16%) | 103(=) |
| 2020-09-23 | 2020-09-23 | | 5 050(+0,06%) | 104(+0,97%) |
| 2020-09-24 | 2020-09-24 | | 5 057(+0,14%) | 104(=) |
| 2020-09-25 | 2020-09-25 | | 5 059(+0,04%) | 105(+0,96%) |
| 2020-09-26 | 2020-09-26 | | 5 060(+0,02%) | 105(=) |
| 2020-09-27 | 2020-09-27 | | 5 066(+0,12%) | 105(=) |
| 2020-09-28 | 2020-09-28 | | 5 076(+0,2%) | 105(=) |
| 2020-09-29 | 2020-09-29 | | 5 080(+0,08%) | 105(=) |
| 2020-09-30 | 2020-09-30 | | 5 088(+0,16%) | 105(=) |
| 2020-10-01 | 2020-10-01 | | 5 098(+0,2%) | 105(=) |
| 2020-10-02 | 2020-10-02 | | 5 105(+0,14%) | 105(=) |
| 2020-10-03 | 2020-10-03 | | 5 109(+0,08%) | 105(=) |
| 2020-10-04 | 2020-10-04 | | 5 114(+0,1%) | 105(=) |
| 2020-10-05 | 2020-10-05 | | 5 125(+0,22%) | 105(=) |
| 2020-10-06 | 2020-10-06 | | 5 133(+0,16%) | 105(=) |
| 2020-10-07 | 2020-10-07 | | 5 144(+0,21%) | 105(=) |
| 2020-10-08 | 2020-10-08 | | 5 162(+0,35%) | 105(=) |
| 2020-10-09 | 2020-10-09 | | 5 170(+0,15%) | 105(=) |
| 2020-10-10 | 2020-10-10 | | 5 176(+0,12%) | 105(=) |
| 2020-10-11 | 2020-10-11 | | 5 183(+0,14%) | 105(=) |
| 2020-10-12 | 2020-10-12 | | 5 194(+0,21%) | 105(=) |
| 2020-10-13 | 2020-10-13 | | 5 202(+0,15%) | 105(=) |
| 2020-10-14 | 2020-10-14 | | 5 202(=) | 105(=) |
| 2020-10-15 | 2020-10-15 | | 5 214(+0,23%) | 105(=) |
| 2020-10-16 | 2020-10-16 | | 5 221(+0,13%) | 105(=) |
| 2020-10-17 | 2020-10-17 | | 5 238(+0,33%) | 105(=) |
| 2020-10-18 | 2020-10-18 | | 5 242(+0,08%) | 105(=) |
| 2020-10-19 | 2020-10-19 | | 5 257(+0,29%) | 105(=) |
| 2020-10-20 | 2020-10-20 | | 5 262(+0,1%) | 105(=) |
| 2020-10-21 | 2020-10-21 | | 5 270(+0,15%) | 105(=) |
| 2020-10-22 | 2020-10-22 | | 5 281(+0,21%) | 105(=) |
| 2020-10-23 | 2020-10-23 | | 5 285(+0,08%) | 105(=) |
| 2020-10-24 | 2020-10-24 | | 5 290(+0,09%) | 105(=) |
| 2020-10-25 | 2020-10-25 | | 5 296(+0,11%) | 105(=) |
| 2020-10-26 | 2020-10-26 | | 5 304(+0,15%) | 105(=) |
| 2020-10-27 | 2020-10-27 | | 5 309(+0,09%) | 105(=) |
| 2020-10-28 | 2020-10-28 | | 5 311(+0,04%) | 105(=) |
| 2020-10-29 | 2020-10-29 | | 5 314(+0,06%) | 105(=) |
| 2020-10-30 | 2020-10-30 | | 5 321(+0,13%) | 105(=) |
| 2020-10-31 | 2020-10-31 | | 5 324(+0,06%) | 105(=) |
| 2020-11-01 | 2020-11-01 | | 5 331(+0,13%) | 105(=) |
| 2020-11-02 | 2020-11-02 | | 5 337(+0,11%) | 105(=) |
| 2020-11-03 | 2020-11-03 | | 5 346(+0,17%) | 105(=) |
| 2020-11-04 | 2020-11-04 | | 5 349(+0,06%) | 106(+0,95%) |
| 2020-11-05 | 2020-11-05 | | 5 356(+0,13%) | 107(+0,94%) |
| 2020-11-06 | 2020-11-06 | | 5 362(+0,11%) | 107(=) |
| 2020-11-07 | 2020-11-07 | | 5 365(+0,06%) | 107(=) |
| 2020-11-08 | 2020-11-08 | | 5 375(+0,19%) | 107(=) |
| 2020-11-09 | 2020-11-09 | | 5 381(+0,11%) | 108(+0,93%) |
| 2020-11-10 | 2020-11-10 | | 5 390(+0,17%) | 108(=) |
| 2020-11-11 | 2020-11-11 | | 5 408(+0,33%) | 108(=) |
| 2020-11-12 | 2020-11-12 | | 5 431(+0,43%) | 108(=) |
| 2020-11-13 | 2020-11-13 | | 5 437(+0,11%) | 108(=) |
| 2020-11-14 | 2020-11-14 | | 5 445(+0,15%) | 108(=) |
| 2020-11-15 | 2020-11-15 | | 5 459(+0,26%) | 108(=) |
| 2020-11-16 | 2020-11-16 | | 5 467(+0,15%) | 108(=) |
| 2020-11-17 | 2020-11-17 | | 5 471(+0,07%) | 108(=) |
| 2020-11-18 | 2020-11-18 | | 5 480(+0,16%) | 108(=) |
| 2020-11-19 | 2020-11-19 | | 5 492(+0,22%) | 108(=) |
| 2020-11-20 | 2020-11-20 | | 5 518(+0,47%) | 108(=) |
| 2020-11-21 | 2020-11-21 | | 5 561(+0,78%) | 108(=) |
| 2020-11-22 | 2020-11-22 | | 5 629(+1,2%) | 108(=) |
| 2020-11-23 | 2020-11-23 | | 5 702(+1,3%) | 108(=) |
| 2020-11-24 | 2020-11-24 | | 5 782(+1,4%) | 108(=) |
| 2020-11-25 | 2020-11-25 | | 5 867(+1,5%) | 108(=) |
| 2020-11-26 | 2020-11-26 | | 5 948(+1,4%) | 108(=) |
| 2020-11-27 | 2020-11-27 | | 6 040(+1,5%) | 108(=) |
| 2020-11-28 | 2020-11-28 | | 6 124(+1,4%) | 109(+0,93%) |
| 2020-11-29 | 2020-11-29 | | 6 239(+1,9%) | 109(=) |
| 2020-11-30 | 2020-11-30 | | 6 315(+1,2%) | 109(=) |
| 2020-12-01 | 2020-12-01 | | 6 397(+1,3%) | 109(=) |
| 2020-12-02 | 2020-12-02 | | 6 500(+1,6%) | 110(+0,92%) |
| 2020-12-03 | 2020-12-03 | | 6 590(+1,4%) | 112(+1,8%) |
| 2020-12-04 | 2020-12-04 | | 6 702(+1,7%) | 112(=) |
| 2020-12-05 | 2020-12-05 | | 6 803(+1,5%) | 112(=) |
| 2020-12-06 | 2020-12-06 | | 6 898(+1,4%) | 112(=) |
| 2020-12-07 | 2020-12-07 | | 6 976(+1,1%) | 112(=) |
| 2020-12-08 | 2020-12-08 | | 7 076(+1,4%) | 112(=) |
| 2020-12-09 | 2020-12-09 | | 7 180(+1,5%) | 114(+1,8%) |
| 2020-12-10 | 2020-12-10 | | 7 292(+1,6%) | 114(=) |
| 2020-12-11 | 2020-12-11 | | 7 378(+1,2%) | 114(=) |
| 2020-12-12 | 2020-12-12 | | 7 447(+0,94%) | 116(+1,8%) |
| 2020-12-13 | 2020-12-13 | | 7 542(+1,3%) | 117(+0,86%) |
| 2020-12-14 | 2020-12-14 | | 7 624(+1,1%) | 121(+3,4%) |
| 2020-12-15 | 2020-12-15 | | 7 722(+1,3%) | 123(+1,7%) |
| 2020-12-16 | 2020-12-16 | | 7 804(+1,1%) | 124(+0,81%) |
| 2020-12-17 | 2020-12-17 | | 7 900(+1,2%) | 127(+2,4%) |
| 2020-12-18 | 2020-12-18 | | 7 970(+0,89%) | 129(+1,6%) |
| 2020-12-19 | 2020-12-19 | | 8 079(+1,4%) | 129(=) |
| 2020-12-20 | 2020-12-20 | | 8 153(+0,92%) | 130(+0,78%) |
| 2020-12-21 | 2020-12-21 | | 8 238(+1%) | 131(+0,77%) |
| 2020-12-22 | 2020-12-22 | | 8 301(+0,76%) | 132(+0,76%) |
| 2020-12-23 | 2020-12-23 | | 8 354(+0,64%) | 134(+1,5%) |
| 2020-12-24 | 2020-12-24 | | 8 425(+0,85%) | 135(+0,75%) |
| 2020-12-25 | 2020-12-25 | | 8 482(+0,68%) | 136(+0,74%) |
| 2020-12-26 | 2020-12-26 | | 8 541(+0,7%) | 136(=) |
| 2020-12-27 | 2020-12-27 | | 8 611(+0,82%) | 137(+0,74%) |
| 2020-12-28 | 2020-12-28 | | 8 672(+0,71%) | 141(+2,9%) |
| 2020-12-29 | 2020-12-29 | | 8 725(+0,61%) | 143(+1,4%) |
| 2020-12-30 | 2020-12-30 | | 8 779(+0,62%) | 147(+2,8%) |
| 2020-12-31 | 2020-12-31 | | 8 847(+0,77%) | 148(+0,68%) |
| 2021-01-01 | 2021-01-01 | | 8 889(+0,47%) | 149(+0,68%) |
| 2021-01-02 | 2021-01-02 | | 8 924(+0,39%) | 150(+0,67%) |
| 2021-01-03 | 2021-01-03 | | 8 965(+0,46%) | 151(+0,67%) |
| 2021-01-04 | 2021-01-04 | | 9 018(+0,59%) | 153(+1,3%) |
| 2021-01-05 | 2021-01-05 | | 9 050(+0,35%) | 154(+0,65%) |
| 2021-01-06 | 2021-01-06 | | 9 075(+0,28%) | 154(=) |
| 2021-01-07 | 2021-01-07 | | 9 108(+0,36%) | 154(=) |
| 2021-01-08 | 2021-01-08 | | 9 153(+0,49%) | 156(+1,3%) |
| 2021-01-09 | 2021-01-09 | | 9 212(+0,64%) | 158(+1,3%) |
| 2021-01-10 | 2021-01-10 | | 9 243(+0,34%) | 158(=) |
| 2021-01-11 | 2021-01-11 | | 9 284(+0,44%) | 159(+0,63%) |
| 2021-01-12 | 2021-01-12 | | 9 344(+0,65%) | 160(+0,63%) |
| 2021-01-13 | 2021-01-13 | | 9 386(+0,45%) | 161(+0,62%) |
| 2021-01-14 | 2021-01-14 | | 9 415(+0,31%) | 161(=) |
| 2021-01-15 | 2021-01-15 | | 9 453(+0,4%) | 162(+0,62%) |
| 2021-01-16 | 2021-01-16 | | 9 503(+0,53%) | 162(=) |
| 2021-01-17 | 2021-01-17 | | 9 558(+0,58%) | 162(=) |
| 2021-01-18 | 2021-01-18 | | 9 665(+1,1%) | 164(+1,2%) |
| 2021-01-19 | 2021-01-19 | | 9 721(+0,58%) | 166(+1,2%) |
| 2021-01-20 | 2021-01-20 | | 9 798(+0,79%) | 166(=) |
| 2021-01-21 | 2021-01-21 | | 9 868(+0,71%) | 167(+0,6%) |
| 2021-01-22 | 2021-01-22 | | 9 929(+0,62%) | 168(+0,6%) |
| 2021-01-23 | 2021-01-23 | | 10 010(+0,82%) | 168(=) |
| 2021-01-24 | 2021-01-24 | | 10 086(+0,76%) | 169(+0,6%) |
| 2021-01-25 | 2021-01-25 | | 10 159(+0,72%) | 171(+1,2%) |
| 2021-01-26 | 2021-01-26 | | 10 223(+0,63%) | 172(+0,58%) |
| 2021-01-27 | 2021-01-27 | | 10 283(+0,59%) | 174(+1,2%) |
| 2021-01-28 | 2021-01-28 | | 10 322(+0,38%) | 177(+1,7%) |
| 2021-01-29 | 2021-01-29 | | 10 372(+0,48%) | 178(+0,56%) |
| 2021-01-30 | 2021-01-30 | | 10 400(+0,27%) | 181(+1,7%) |
| ⋮ | | | | |
| 2021-01-31 | 2021-01-31 | | 10 453(n.a.) | 182(n.a.) |
| 2021-02-01 | 2021-02-01 | | 10 487(+0,33%) | 182(=) |
| 2021-02-02 | 2021-02-02 | | 10 512(+0,24%) | 184(+1,1%) |
| 2021-02-03 | 2021-02-03 | | 10 531(+0,18%) | 185(+0,54%) |
| 2021-02-04 | 2021-02-04 | | 10 553(+0,21%) | 186(+0,54%) |
| 2021-02-05 | 2021-02-05 | | 10 590(+0,35%) | 186(=) |
| 2021-02-06 | 2021-02-06 | | 10 609(+0,18%) | 186(=) |
| 2021-02-07 | 2021-02-07 | | 10 636(+0,25%) | 186(=) |
| 2021-02-08 | 2021-02-08 | | 10 668(+0,3%) | 187(+0,54%) |
| 2021-02-09 | 2021-02-09 | | 10 694(+0,24%) | 188(+0,53%) |
| 2021-02-10 | 2021-02-10 | | 10 711(+0,16%) | 189(+0,53%) |
| 2021-02-11 | 2021-02-11 | | 10 732(+0,2%) | 191(+1,1%) |
| 2021-02-12 | 2021-02-12 | | 10 756(+0,22%) | 193(+1%) |
| 2021-02-13 | 2021-02-13 | | 10 768(+0,11%) | 193(=) |
| 2021-02-14 | 2021-02-14 | | 10 780(+0,11%) | 193(=) |
| 2021-02-15 | 2021-02-15 | | 10 789(+0,08%) | 193(=) |
| 2021-02-16 | 2021-02-16 | | 10 797(+0,07%) | 195(+1%) |
| 2021-02-17 | 2021-02-17 | | 10 813(+0,15%) | 197(+1%) |
| 2021-02-18 | 2021-02-18 | | 10 821(+0,07%) | 197(=) |
| 2021-02-19 | 2021-02-19 | | 10 834(+0,12%) | 197(=) |
| 2021-02-20 | 2021-02-20 | | 10 849(+0,14%) | 197(=) |
| 2021-02-21 | 2021-02-21 | | 10 869(+0,18%) | 197(=) |
| 2021-02-22 | 2021-02-22 | | 10 885(+0,15%) | 197(=) |
| 2021-02-23 | 2021-02-23 | | 10 897(+0,11%) | 197(=) |
| 2021-02-24 | 2021-02-24 | | 10 914(+0,16%) | 198(+0,51%) |
| 2021-02-25 | 2021-02-25 | | 10 927(+0,12%) | 198(=) |
| 2021-02-26 | 2021-02-26 | | 10 951(+0,22%) | 198(=) |
| 2021-02-27 | 2021-02-27 | | 10 984(+0,3%) | 199(+0,51%) |
| 2021-02-28 | 2021-02-28 | | 11 006(+0,2%) | 200(+0,5%) |
| 2021-03-01 | 2021-03-01 | | 11 020(+0,13%) | 200(=) |
| 2021-03-02 | 2021-03-02 | | 11 033(+0,12%) | 200(=) |
| 2021-03-03 | 2021-03-03 | | 11 047(+0,13%) | 201(+0,5%) |
| 2021-03-04 | 2021-03-04 | | 11 056(+0,08%) | 201(=) |
| 2021-03-05 | 2021-03-05 | | 11 067(+0,1%) | 202(+0,5%) |
| 2021-03-06 | 2021-03-06 | | 11 075(+0,07%) | 202(=) |
| 2021-03-07 | 2021-03-07 | | 11 091(+0,14%) | 202(=) |
| 2021-03-08 | 2021-03-08 | | 11 100(+0,08%) | 202(=) |
| 2021-03-09 | 2021-03-09 | | 11 121(+0,19%) | 202(=) |
| 2021-03-10 | 2021-03-10 | | 11 129(+0,07%) | 203(+0,5%) |
| 2021-03-11 | 2021-03-11 | | 11 151(+0,2%) | 203(=) |
| 2021-03-12 | 2021-03-12 | | 11 211(+0,54%) | 203(=) |
| 2021-03-13 | 2021-03-13 | | 11 258(+0,42%) | 203(=) |
| 2021-03-14 | 2021-03-14 | | 11 282(+0,21%) | 203(=) |
| 2021-03-15 | 2021-03-15 | | 11 312(+0,27%) | 203(=) |
| 2021-03-16 | 2021-03-16 | | 11 330(+0,16%) | 203(=) |
| 2021-03-17 | 2021-03-17 | | 11 341(+0,1%) | 203(=) |
| 2021-03-18 | 2021-03-18 | | 11 351(+0,09%) | 203(=) |
| 2021-03-19 | 2021-03-19 | | 11 364(+0,11%) | 203(=) |
| 2021-03-20 | 2021-03-20 | | 11 372(+0,07%) | 203(=) |
| 2021-03-21 | 2021-03-21 | | 11 380(+0,07%) | 203(=) |
| 2021-03-22 | 2021-03-22 | | 11 398(+0,16%) | 203(=) |
| 2021-03-23 | 2021-03-23 | | 11 410(+0,11%) | 204(+0,49%) |
| 2021-03-24 | 2021-03-24 | | 11 420(+0,09%) | 204(=) |
| 2021-03-25 | 2021-03-25 | | 11 429(+0,08%) | 204(=) |
| 2021-03-26 | 2021-03-26 | | 11 440(+0,1%) | 205(+0,49%) |
| 2021-03-27 | 2021-03-27 | | 11 446(+0,05%) | 205(=) |
| 2021-03-28 | 2021-03-28 | | 11 447(+0,01%) | 205(=) |
| 2021-03-29 | 2021-03-29 | | 11 455(+0,07%) | 205(=) |
| 2021-03-30 | 2021-03-30 | | 11 462(+0,06%) | 205(=) |
| 2021-03-31 | 2021-03-31 | | 11 468(+0,05%) | 205(=) |
| 2021-04-01 | 2021-04-01 | | 11 481(+0,11%) | 205(=) |
| 2021-04-02 | 2021-04-02 | | 11 500(+0,17%) | 205(=) |
| 2021-04-03 | 2021-04-03 | | 11 502(+0,02%) | 205(=) |
| 2021-04-04 | 2021-04-04 | | 11 509(+0,06%) | 205(=) |
| 2021-04-05 | 2021-04-05 | | 11 525(+0,14%) | 205(=) |
| 2021-04-06 | 2021-04-06 | | 11 532(+0,06%) | 205(=) |
| 2021-04-07 | 2021-04-07 | | 11 540(+0,07%) | 205(=) |
| 2021-04-08 | 2021-04-08 | | 11 550(+0,09%) | 205(=) |
| 2021-04-09 | 2021-04-09 | | 11 564(+0,12%) | 207(+0,98%) |
| 2021-04-10 | 2021-04-10 | | 11 569(+0,04%) | 207(=) |
| 2021-04-11 | 2021-04-11 | | 11 582(+0,11%) | 207(=) |
| 2021-04-12 | 2021-04-12 | | 11 595(+0,11%) | 207(=) |
| 2021-04-13 | 2021-04-13 | | 11 608(+0,11%) | 208(+0,48%) |
| 2021-04-14 | 2021-04-14 | | 11 613(+0,04%) | 209(+0,48%) |
| 2021-04-15 | 2021-04-15 | | 11 619(+0,05%) | 209(=) |
| 2021-04-16 | 2021-04-16 | | 11 636(+0,15%) | 209(=) |
| 2021-04-17 | 2021-04-17 | | 11 654(+0,15%) | 209(=) |
| 2021-04-18 | 2021-04-18 | | 11 684(+0,26%) | 209(=) |
| 2021-04-19 | 2021-04-19 | | 11 696(+0,1%) | 209(=) |
| 2021-04-20 | 2021-04-20 | | 11 704(+0,07%) | 209(=) |
| 2021-04-21 | 2021-04-21 | | 11 705(+0,01%) | 209(=) |
| 2021-04-22 | 2021-04-22 | | 11 719(+0,12%) | 209(=) |
| 2021-04-23 | 2021-04-23 | | 11 728(+0,08%) | 209(=) |
| 2021-04-24 | 2021-04-24 | | 11 731(+0,03%) | 209(=) |
| 2021-04-25 | 2021-04-25 | | 11 737(+0,05%) | 209(=) |
| 2021-04-26 | 2021-04-26 | | 11 741(+0,03%) | 209(=) |
| 2021-04-27 | 2021-04-27 | | 11 749(+0,07%) | 209(=) |
| 2021-04-28 | 2021-04-28 | | 11 756(+0,06%) | 209(=) |
| 2021-04-29 | 2021-04-29 | | 11 771(+0,13%) | 209(=) |
| 2021-04-30 | 2021-04-30 | | 11 775(+0,03%) | 209(=) |
| 2021-05-01 | 2021-05-01 | | 11 783(+0,07%) | 210(+0,48%) |
| 2021-05-02 | 2021-05-02 | | 11 785(+0,02%) | 210(=) |
| 2021-05-03 | 2021-05-03 | | 11 787(+0,02%) | 210(=) |
| 2021-05-04 | 2021-05-04 | | 11 791(+0,03%) | 210(=) |
| 2021-05-05 | 2021-05-05 | | 11 797(+0,05%) | 210(=) |
| 2021-05-06 | 2021-05-06 | | 11 799(+0,02%) | 210(=) |
| 2021-05-07 | 2021-05-07 | | 11 801(+0,02%) | 210(=) |
| 2021-05-08 | 2021-05-08 | | 11 806(+0,04%) | 210(=) |
| 2021-05-09 | 2021-05-09 | | 11 807(+0,01%) | 210(=) |
| 2021-05-10 | 2021-05-10 | | 11 811(+0,03%) | 210(=) |
| 2021-05-11 | 2021-05-11 | | 11 812(+0,01%) | 210(=) |
| 2021-05-12 | 2021-05-12 | | 11 814(+0,02%) | 210(=) |
| 2021-05-13 | 2021-05-13 | | 11 817(+0,03%) | 210(=) |
| 2021-05-14 | 2021-05-14 | | 11 818(+0,01%) | 210(=) |
| 2021-05-15 | 2021-05-15 | | 11 821(+0,03%) | 210(=) |
| 2021-05-16 | 2021-05-16 | | 11 825(+0,03%) | 210(=) |
| 2021-05-17 | 2021-05-17 | | 11 826(+0,01%) | 210(=) |
| 2021-05-18 | 2021-05-18 | | 11 827(+0,01%) | 210(=) |
| 2021-05-19 | 2021-05-19 | | 11 828(+0,01%) | 210(=) |
| 2021-05-20 | 2021-05-20 | | 11 829(+0,01%) | 210(=) |
| 2021-05-21 | 2021-05-21 | | 11 830(+0,01%) | 210(=) |
| 2021-05-22 | 2021-05-22 | | 11 831(+0,01%) | 210(=) |
| 2021-05-23 | 2021-05-23 | | 11 833(+0,02%) | 210(=) |
| 2021-05-24 | 2021-05-24 | | 11 834(+0,01%) | 210(=) |
| 2021-05-25 | 2021-05-25 | | 11 836(+0,02%) | 210(=) |
| 2021-05-26 | 2021-05-26 | | 11 837(+0,01%) | 210(=) |
| 2021-05-27 | 2021-05-27 | | 11 837(=) | 210(=) |
| 2021-05-28 | 2021-05-28 | | 11 837(=) | 210(=) |
| 2021-05-29 | 2021-05-29 | | 11 838(+0,01%) | 210(=) |
| 2021-05-30 | 2021-05-30 | | 11 838(=) | 210(=) |
| 2021-05-31 | 2021-05-31 | | 11 842(+0,03%) | 210(=) |
| 2021-06-01 | 2021-06-01 | | 11 849(+0,06%) | 210(=) |
| 2021-06-02 | 2021-06-02 | | 11 849(=) | 210(=) |
| 2021-06-03 | 2021-06-03 | | 11 850(+0,01%) | 210(=) |
| 2021-06-04 | 2021-06-04 | | 11 851(+0,01%) | 210(=) |
| 2021-06-05 | 2021-06-05 | | 11 852(+0,01%) | 210(=) |
| 2021-06-06 | 2021-06-06 | | 11 859(+0,06%) | 210(=) |
| 2021-06-07 | 2021-06-07 | | 11 866(+0,06%) | 210(=) |
| 2021-06-08 | 2021-06-08 | | 11 869(+0,03%) | 210(=) |
| 2021-06-09 | 2021-06-09 | | 11 873(+0,03%) | 210(=) |
| 2021-06-10 | 2021-06-10 | | 11 875(+0,02%) | 210(=) |
| 2021-06-11 | 2021-06-11 | | 11 875(=) | 210(=) |
| 2021-06-12 | 2021-06-12 | | 11 878(+0,03%) | 210(=) |
| 2021-06-13 | 2021-06-13 | | 11 878(=) | 210(=) |
| 2021-06-14 | 2021-06-14 | | 11 879(+0,01%) | 210(=) |
| 2021-06-15 | 2021-06-15 | | 11 881(+0,02%) | 210(=) |
| 2021-06-16 | 2021-06-16 | | 11 882(+0,01%) | 210(=) |
| 2021-06-17 | 2021-06-17 | | 11 882(=) | 210(=) |
| 2021-06-18 | 2021-06-18 | | 11 885(+0,03%) | 210(=) |
| 2021-06-19 | 2021-06-19 | | 11 886(+0,01%) | 210(=) |
| 2021-06-20 | 2021-06-20 | | 11 887(+0,01%) | 210(=) |
| 2021-06-21 | 2021-06-21 | | 11 890(+0,03%) | 210(=) |
| 2021-06-22 | 2021-06-22 | | 11 897(+0,06%) | 210(=) |
| 2021-06-23 | 2021-06-23 | | 11 899(+0,02%) | 210(=) |
| 2021-06-24 | 2021-06-24 | | 11 906(+0,06%) | 210(=) |
| 2021-06-25 | 2021-06-25 | | 11 910(+0,03%) | 211(+0,48%) |
| 2021-06-26 | 2021-06-26 | | 11 912(+0,02%) | 211(=) |
| 2021-06-27 | 2021-06-27 | | 11 918(+0,05%) | 211(=) |
| 2021-06-28 | 2021-06-28 | | 11 921(+0,03%) | 211(=) |
| 2021-06-29 | 2021-06-29 | | 11 922(+0,01%) | 211(=) |
| 2021-06-30 | 2021-06-30 | | 11 924(+0,02%) | 211(=) |
| 2021-07-01 | 2021-07-01 | | 11 928(+0,03%) | 211(=) |
| 2021-07-02 | 2021-07-02 | | 11 939(+0,09%) | 211(=) |
| 2021-07-03 | 2021-07-03 | | 11 940(+0,01%) | 211(=) |
| 2021-07-04 | 2021-07-04 | | 11 943(+0,03%) | 211(=) |
| 2021-07-05 | 2021-07-05 | | 11 944(+0,01%) | 212(+0,47%) |
| 2021-07-06 | 2021-07-06 | | 11 945(+0,01%) | 212(=) |
| 2021-07-07 | 2021-07-07 | | 11 946(+0,01%) | 212(=) |
| 2021-07-08 | 2021-07-08 | | 11 949(+0,03%) | 212(=) |
| 2021-07-09 | 2021-07-09 | | 11 950(+0,01%) | 212(=) |
| 2021-07-10 | 2021-07-10 | | 11 951(+0,01%) | 212(=) |
| 2021-07-11 | 2021-07-11 | | 11 952(+0,01%) | 212(=) |
| 2021-07-12 | 2021-07-12 | | 11 952(=) | 212(=) |
| 2021-07-13 | 2021-07-13 | | 11 953(+0,01%) | 212(=) |
| 2021-07-14 | 2021-07-14 | | 11 956(+0,03%) | 212(=) |
| 2021-07-15 | 2021-07-15 | | 11 956(=) | 212(=) |
| 2021-07-16 | 2021-07-16 | | 11 957(+0,01%) | 212(=) |
| 2021-07-17 | 2021-07-17 | | 11 957(=) | 212(=) |
| 2021-07-18 | 2021-07-18 | | 11 959(+0,02%) | 212(=) |
| 2021-07-19 | 2021-07-19 | | 11 959(=) | 212(=) |
| 2021-07-20 | 2021-07-20 | | 11 966(+0,06%) | 212(=) |
| 2021-07-21 | 2021-07-21 | | 11 971(+0,04%) | 212(=) |
| 2021-07-22 | 2021-07-22 | | 11 972(+0,01%) | 212(=) |
| 2021-07-23 | 2021-07-23 | | 11 974(+0,02%) | 212(=) |
| 2021-07-24 | 2021-07-24 | | 11 976(+0,02%) | 212(=) |
| 2021-07-25 | 2021-07-25 | | 11 979(+0,03%) | 212(=) |
| 2021-07-26 | 2021-07-26 | | 11 979(=) | 212(=) |
| 2021-07-27 | 2021-07-27 | | 11 980(+0,01%) | 212(=) |
| 2021-07-28 | 2021-07-28 | | 11 981(+0,01%) | 212(=) |
| 2021-07-29 | 2021-07-29 | | 11 983(+0,02%) | 212(=) |
| 2021-07-30 | 2021-07-30 | | 11 985(+0,02%) | 212(=) |
| 2021-07-31 | 2021-07-31 | | 11 985(=) | 212(=) |
| 2021-08-01 | 2021-08-01 | | 11 988(+0,03%) | 212(=) |
| 2021-08-02 | 2021-08-02 | | 11 991(+0,03%) | 212(=) |
| 2021-08-03 | 2021-08-03 | | 11 995(+0,03%) | 212(=) |
| 2021-08-04 | 2021-08-04 | | 11 997(+0,02%) | 212(=) |
| 2021-08-05 | 2021-08-05 | | 12 003(+0,05%) | 212(=) |
| 2021-08-06 | 2021-08-06 | | 12 005(+0,02%) | 212(=) |
| 2021-08-07 | 2021-08-07 | | 12 012(+0,06%) | 212(=) |
| 2021-08-08 | 2021-08-08 | | 12 014(+0,02%) | 212(=) |
| 2021-08-09 | 2021-08-09 | | 12 016(+0,02%) | 212(=) |
| 2021-08-10 | 2021-08-10 | | 12 020(+0,03%) | 212(=) |
| 2021-08-11 | 2021-08-11 | | 12 021(+0,01%) | 212(=) |
| 2021-08-12 | 2021-08-12 | | 12 026(+0,04%) | 212(=) |
| 2021-08-13 | 2021-08-13 | | 12 031(+0,04%) | 212(=) |
| 2021-08-14 | 2021-08-14 | | 12 033(+0,02%) | 212(=) |
| 2021-08-15 | 2021-08-15 | | 12 034(+0,01%) | 212(=) |
| 2021-08-16 | 2021-08-16 | | 12 037(+0,02%) | 212(=) |
| 2021-08-17 | 2021-08-17 | | 12 040(+0,02%) | 212(=) |
| 2021-08-18 | 2021-08-18 | | 12 043(+0,02%) | 212(=) |
| 2021-08-19 | 2021-08-19 | | 12 048(+0,04%) | 212(=) |
| 2021-08-20 | 2021-08-20 | | 12 050(+0,02%) | 212(=) |
| 2021-08-21 | 2021-08-21 | | 12 053(+0,02%) | 212(=) |
| 2021-08-22 | 2021-08-22 | | 12 058(+0,04%) | 212(=) |
| 2021-08-23 | 2021-08-23 | | 12 063(+0,04%) | 212(=) |
| 2021-08-24 | 2021-08-24 | | 12 070(+0,06%) | 212(=) |
| 2021-08-25 | 2021-08-25 | | 12 075(+0,04%) | 212(=) |
| 2021-08-26 | 2021-08-26 | | 12 078(+0,02%) | 212(=) |
| 2021-08-27 | 2021-08-27 | | 12 095(+0,14%) | 212(=) |
| 2021-08-28 | 2021-08-28 | | 12 101(+0,05%) | 212(=) |
| 2021-08-29 | 2021-08-29 | | 12 108(+0,06%) | 212(=) |
| 2021-08-30 | 2021-08-30 | | 12 111(+0,02%) | 212(=) |
| 2021-08-31 | 2021-08-31 | | 12 113(+0,02%) | 212(=) |
| 2021-09-01 | 2021-09-01 | | 12 114(+0,01%) | 212(=) |
| 2021-09-02 | 2021-09-02 | | 12 114(=) | 212(=) |
| 2021-09-03 | 2021-09-03 | | 12 113(−0,01%) | 212(=) |
| 2021-09-04 | 2021-09-04 | | 12 114(+0,01%) | 212(=) |
| 2021-09-05 | 2021-09-05 | | 12 122(+0,07%) | 212(=) |
| 2021-09-06 | 2021-09-06 | | 12 124(+0,02%) | 212(=) |
| 2021-09-07 | 2021-09-07 | | 12 130(+0,05%) | 212(=) |
| 2021-09-08 | 2021-09-08 | | 12 132(+0,02%) | 212(=) |
| 2021-09-09 | 2021-09-09 | | 12 134(+0,02%) | 212(=) |
| 2021-09-10 | 2021-09-10 | | 12 139(+0,04%) | 212(=) |
| 2021-09-11 | 2021-09-11 | | 12 143(+0,03%) | 212(=) |
| 2021-09-12 | 2021-09-12 | | 12 146(+0,02%) | 213(+0,47%) |
| 2021-09-13 | 2021-09-13 | | 12 147(+0,01%) | 213(=) |
| 2021-09-14 | 2021-09-14 | | 12 149(+0,02%) | 213(=) |
| 2021-09-15 | 2021-09-15 | | 12 150(+0,01%) | 213(=) |
| 2021-09-16 | 2021-09-16 | | 12 150(=) | 213(=) |
| 2021-09-17 | 2021-09-17 | | 12 153(+0,02%) | 213(=) |
| 2021-09-18 | 2021-09-18 | | 12 158(+0,04%) | 213(=) |
| 2021-09-19 | 2021-09-19 | | 12 161(+0,02%) | 213(=) |
| 2021-09-20 | 2021-09-20 | | 12 166(+0,04%) | 213(=) |
| 2021-09-21 | 2021-09-21 | | 12 167(+0,01%) | 213(=) |
| 2021-09-22 | 2021-09-22 | | 12 168(+0,01%) | 213(=) |
| 2021-09-23 | 2021-09-23 | | 12 170(+0,02%) | 213(=) |
| 2021-09-24 | 2021-09-24 | | 12 177(+0,06%) | 213(=) |
| 2021-09-25 | 2021-09-25 | | 12 186(+0,07%) | 213(=) |
| 2021-09-26 | 2021-09-26 | | 12 194(+0,07%) | 213(=) |
| 2021-09-27 | 2021-09-27 | | 12 197(+0,02%) | 213(=) |
| 2021-09-28 | 2021-09-28 | | 12 210(+0,11%) | 213(=) |
| 2021-09-29 | 2021-09-29 | | 12 215(+0,04%) | 213(=) |
| 2021-09-30 | 2021-09-30 | | 12 218(+0,02%) | 213(=) |
| 2021-10-01 | 2021-10-01 | | 12 222(+0,03%) | 213(=) |
| 2021-10-02 | 2021-10-02 | | 12 227(+0,04%) | 213(=) |
| 2021-10-03 | 2021-10-03 | | 12 227(=) | 213(=) |
| Fonte: Centro para Proteção da Saúde do Departamento de Saúde | | | | |

## Cronologia

### Janeiro de 2020

#### 3 de janeiro
Ao saber do surto, o governo regional exigiu a notificação de quem esteve nos mercados em Wuhan. O governo ampliou os critérios de notificação em 3 de janeiro - qualquer pessoa que tivesse visitado Wuhan num prazo de 14 dias antes do início de qualquer sintoma respiratório da doença tinha de informar as autoridades de saúde.

#### 4 de janeiro
O governo de Hong Kong declarou um "nível de resposta sério" ao surto de vírus centrado em Wuhan. Foram anunciados oito casos suspeitos; os oito casos foram negativos para a doença. Especialistas médicos em Hong Kong pediram que as autoridades do continente fossem mais próximas com informações de pacientes de Wuhan que pudessem ajudar no estudo epidemiológico. Embora as autoridades de saúde de Wuhan tenham dito que "não havia evidências óbvias" da transmissão humano-a-humano do vírus não identificado, o Dr. Ho Pak-leung, especialista em doenças infeciosas da Universidade de Hong Kong, suspeitava que essa transmissão tivesse ocorrido e pediu medidas de precaução “mais rigorosas”. No entanto, a imprensa informou que os controlos de fronteira no terminal ferroviário de alta velocidade de West Kowloon eram frouxos naquele momento.

#### 8 de janeiro
O Centro de Proteção à Saúde de Hong Kong (CHP) adicionou "Doença respiratória grave associada a um novo agente infecioso" à lista de doenças de notificação obrigatória para expandir a sua autoridade em quarentena. O governo de Hong Kong também reduziu as visitas aos hospitais e exigiu que os visitantes usassem máscaras faciais. A triagem foi reforçada em aeroportos e estações de comboio com conexões para Wuhan. Na primeira semana de 2020, 30 viajantes indispostos de Wuhan foram testados. A maioria tinha outros vírus respiratórios.

#### 22 de janeiro
Um homem vindo da China continental, de 39 anos, que tinha viajado num comboio de alta velocidade entre Shenzhen e Hong Kong desenvolveu sintomas de pneumonia. Morava em Wuhan e foi a Shenzhen com a família, através de trilhos de alta velocidade. Testou positivo para o vírus e foi hospitalizado no Hospital Princess Margaret, em Kowloon. No mesmo dia, um homem de 56 anos de Ma On Shan, que havia visitado Wuhan na semana anterior, também acusou positivo. Esses dois casos foram listados como "casos altamente suspeitos", pois precisariam de passar por outra ronda de testes antes de serem declarados como "casos confirmados".

#### 23 de janeiro
O governo de Hong Kong designou o Campo de Férias Lady MacLehose em Sai Kung como um centro de quarentena. O Conselho de Turismo de Hong Kong cancelou a Taça do Ano Novo Lunar e o Carnaval de Ano Novo Lunar de quatro dias, citando preocupações com o surto do vírus. Além disso, os dois casos anteriores considerados como "Altamente Suspeitos" foram confirmados, por funcionários da saúde e do governo, como casos de infeção pelo novo coronavírus.

#### 24 de janeiro
As autoridades de saúde confirmaram mais três casos, todos os pacientes foram de Wuhan para Hong Kong. O terceiro caso foi uma mulher de 62 anos que havia chegado a Hong Kong com o marido. Os dois tinham-se mudado com a filha e o genro para Hong Kong. O marido, a filha e o genro não desenvolveram sintomas e foram transferidos para o campo de férias Lady MacLehose para cumprirem quarentena. O quarto e o quinto casos foram de uma mulher de 62 anos e o seu marido com 63 anos. Os dois haviam chegado a Hong Kong em 22 de janeiro e mudado para a casa da filha. Ambos tentaram escapar do Hospital Prince of Wales depois de saber que precisariam de ficar em quarentena, mas falharam quando o hospital chamou a polícia.

#### 25 de janeiro
O governo de Hong Kong declarou o surto viral como uma "emergência", o nível mais alto de alerta. Os maiores parques de diversões da cidade, Hong Kong Disneyland Resort, Ocean Park Hong Kong e Madame Tussauds Hong Kong fechariam de 26 de janeiro até novo aviso.

#### 26 de janeiro
Mais três casos foram identificados. O sexto caso tratava-se dum homem de 47 anos que morava em North Point, ilha de Hong Kong. Ele tinha trabalhado num mercado em Wuhan por algumas semanas antes de regrassar a Hong Kong. Também fora mordido por um cachorro selvagem em Wuhan. O sétimo caso foi uma mulher de 68 anos que tinha passaporte de Hong Kong, mas morava em Shenzhen, China. Apresentou febre e tosse a 21 de janeiro e foi enviada ao North District Hospital quando apresentou sintomas na chegada à fronteira de Shenzhen-Hong Kong, em 25 de janeiro. Ela também havia visitado Wuhan no mesmo mês. O oitavo caso foi o marido (64 anos) do terceiro caso em Hong Kong. Ele teve febre na noite de 25 de janeiro durante a quarentena e foi imediatamente enviado ao hospital para fazer o teste do coronavírus. O resultado deu positivo. Um bloco habitacional recém-construído em Fanling, nos Novos Territórios de Hong Kong, que estava para ser usado como uma instalação de quarentena para pessoas que possivelmente expostas ao coronavírus, foi bombardeado. Dezenas de moradores e manifestantes que se opunham à ideia realizavam comícios fora do complexo. Alguns criaram barreiras e, à noite, assaltantes incendiaram o local.

#### 28 de janeiro
A Chefe do Executivo de Hong Kong, Carrie Lam, declarou que o serviço ferroviário de alta velocidade entre Hong Kong e a China continental seria suspenso a partir de 30 de janeiro, e todos os serviços de ferry transfronteiriços também seriam suspensos em uma tentativa de impedir a propagação. do coronavírus. Além disso, o número de voos de e para a China continental seria reduzido pela metade, os serviços de transportes transfronteiriços seriam reduzidos e o governo de Hong Kong pediu a todos os seus funcionários (exceto aqueles que prestam serviços essenciais / de emergência) para trabalhar em casa. Nma conferência de imprensa posterior naquele dia, Carrie Lam disse que os postos fronteiriços de Man Kam To e Sha Tau Kok seriam fechados.

#### 29 de janeiro
Mais dois casos foram confirmados pelas autoridades de saúde, elevando o número de casos confirmados para 10. Os 9º e 10º casos trataram-se de casal de Wuhan, na ordem dos 70 anos, que havia chegado a Hong Kong a bordo do Cathay Dragon KA853 em 22 de janeiro e que se tinham hospedado no W Hotel em West Kowloon no mesmo dia. Eles visitaram vários restaurantes no hotel e no shopping Elements; eles também visitaram o Ritz Carlton e também o Four Seasons Hotel em 28 de janeiro. Durante a visita ao Four Seasons Hotel, os funcionários sentiram que os visitantes tinham altas temperaturas e tosse consistente. Portanto, os funcionários chamaram uma ambulância em busca de ajuda e os dois foram transferidos para o Hospital Queen Mary. Após o teste duas vezes, os resultados mostraram que os dois haviam contraído o coronavírus. O Departamento de Serviços Culturais e de Lazer (LCSD) anunciou que todas as instalações supervisionadas pelo departamento, incluindo todos os museus públicos, bibliotecas públicas e centros e instalações desportivas, seriam fechadas até novo aviso como medida de precaução à saúde. Em 14 de fevereiro, o LCSD anunciou que o encerramento das suas instalações seria estendido até 2 de março de 2020.

#### 30 de janeiro
Dois novos casos de coronavírus foram confirmados, elevando a contagem para 12. O 11º caso foi duma mulher de 39 anos que morou e trabalhou em Hong Kong, também filha dos 9º e 10º casos (marido e mulher de Wuhan). Ela também esteve com eles no W Hotel, em West Kowloon, e também visitou os lugares onde os seus pais estiveram em Hong Kong. Desenvolveu sintomas em 28 de janeiro, depois dos pais irem para o hospital. Depois de saber que seus pais haviam contraído COVID-19, ela visitou o Hospital Queen Elizabeth e foi confirmada como portadora do vírus após testes em 30 de janeiro. Este foi o primeiro caso em Hong Kong em que o paciente em questão não havia visitado Wuhan ou a China continental no mês anterior. O 12º paciente trata-se dum homem de 75 anos que morava em Tsing Yi, Kowloon. Ele tinha visitado a província de Guangdong na China do final de dezembro até ao início de janeiro. Ele também visitou Macau por vários dias em meados de janeiro. Ele desenvolveu sintomas de tosse em 22 de janeiro e foi internado num quarto de hospital normal no hospital Queen Margaret; ele inicialmente não foi testado para o coronavírus, pois não havia informado os médicos de que esteve em Macau e na China continental no mês anterior. Em 30 de janeiro, as suas condições pioraram e ele foi testado para o coronavírus, tendo o resultado dado positivo. 

#### 31 de janeiro
Foi confirmado o 13º caso de COVID-19, um homem de Hong Kong com 39 anos e diabetes, que morava em Whampoa, Kowloon. Ele tinha estado em Wuhan na semana anterior e desenvolveu dor muscular em 29 de janeiro. Ele desenvolveu tosse e febre em 31 de janeiro e foi confirmado como portador do novo coronavírus. Depois, a sua família foi transferida para um campo de quarentena.

### Fevereiro de 2020

#### 4 de fevereiro
As autoridades relataram a primeira morte de Hong Kong, a de um paciente de 39 anos, o 13º caso.

#### 5 de fevereiro
Hong Kong confirmou mais três casos. Dois desses referem-se à esposa e à filha de um homem de 60 anos, morador em Lam Tin e que havia sido confirmado anteriormente como infetado. O terceiro novo caso diz respeito a um homem de 56 anos, que deu positivo no Hospital Princess Margaret, em Kwai Chung.

#### 6 de fevereiro
Mais três casos foram confirmados. Dois dos pacientes que testaram positivo, no Hospital Pamela Youde Nethersole Eastern em Chai Wan e no Hospital Prince of Wales em Sha Tin, alegaram que não tinham histórico recente de viagens. O outro caso confirmado envolve uma mulher de Hong Kong de 55 anos internada no Hospital Princess Margaret em Kwai Chung.

#### 7 de fevereiro
Mais dois casos foram confirmados, provenientes de um navio isolado no porto de Yokohama. São, também, impostas novas medidas de quarentena para as pessoas vindas da China continental.

#### 9 de fevereiro
Hong Kong confirmou mais três casos, elevando o número total para 29. Também foi anunciado que os passageiros e a tripulação do navio de cruzeiro World Dream puderam sair do mesmo após um teste revelar que eram negativos para o novo coronavírus e que não tinham histórico de estar em contato próximo com os oito passageiros que desembarcaram positivos para o vírus.

#### 17 de fevereiro
O Centro para a Proteção da Saúde identificou 60 casos em Hong Kong. Sendo que alguns dos casos registados neste dia estão relacionados com infeções causadas por uma reunião num hospital da qual participaram dois engenheiros, que haviam sido detetados como positivos, podendo ter infetado no máximo 15 indivíduos que estiveram a participar na reunião..

#### 19 de fevereiro
Um homem de 70 anos de idade com doenças subjacentes à COVID-19 tornou-se a segunda morte em Hong Kong.

#### 24 de fevereiro
Sete novos casos foram identificados, incluindo dois evacuados do navio de cruzeiro Diamond Princess em quarentena no Japão, elevando o número total de casos para 81.

### Março de 2020

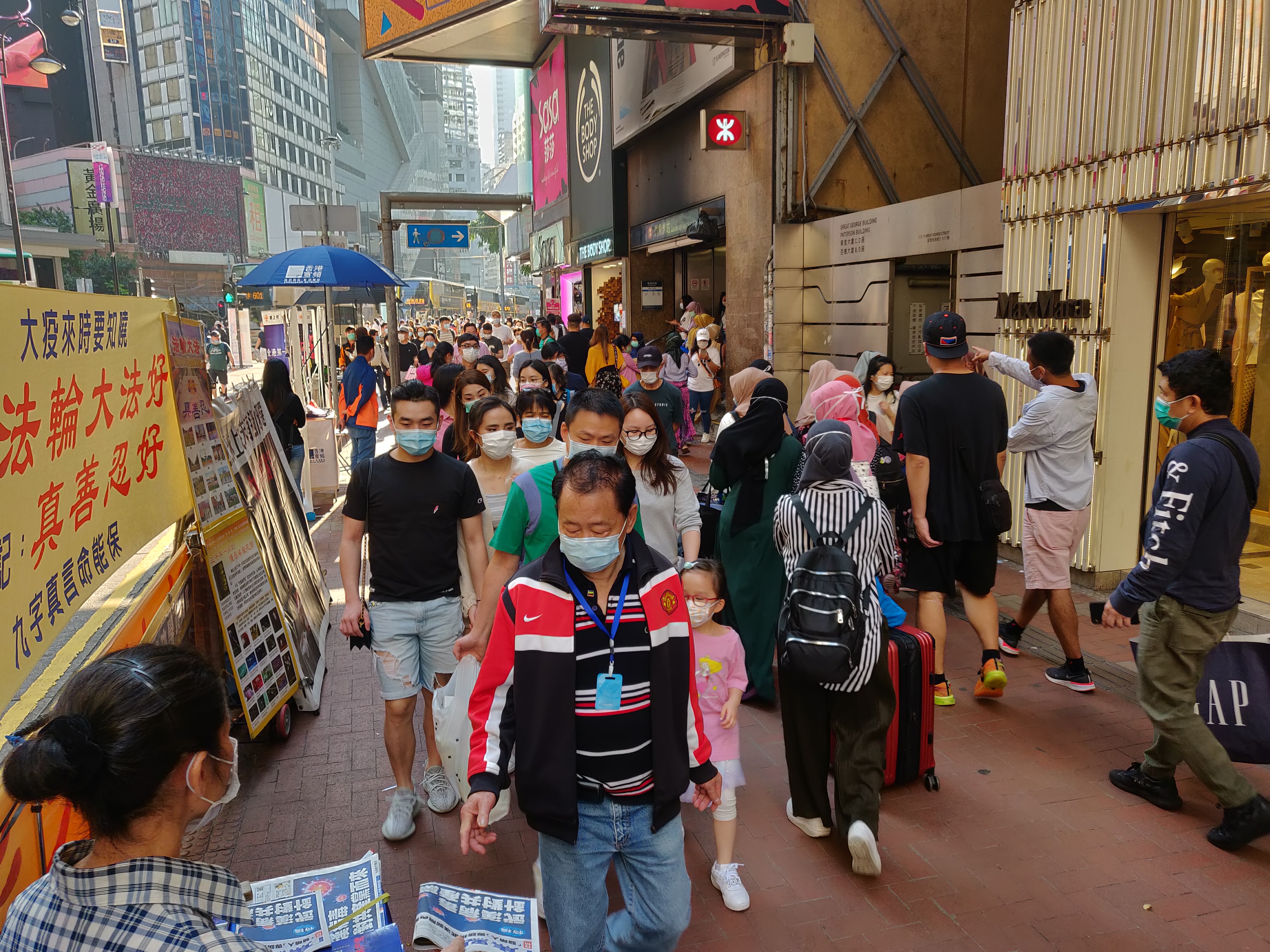
Rua em Hong Kong durante a pandemia de COVID-19

#### 2 de março
Hong Kong havia atingido 100 casos confirmados. Dois novos casos foram confirmados naquele dia, incluindo um irmão de um paciente COVID-19 e uma mulher do navio Diamond Princess. Um homem de 88 anos que vive numa casa de repouso em Shau Kei Wan havia testado "positivo fraco" para o vírus no mesmo dia, mais testes seriam feitos para testar se ele estava realmente infetado.

#### 19 de março
Joel Werner, diretor de investimentos da Solitude Capital Management, foi identificado num vídeo destinado a amigos e que acabou amplamente compartilhado. No vídeo, ele foi visto a lamber as mãos e limpando-as depois numa maçaneta no metro de Hong Kong.

#### 20 de março
As autoridades de Hong Kong confirmaram 48 novas infeções pelo novo coronavírus, a maior contagem diária desde o início dos testes, elevando o total para 256 casos confirmados.

#### 25 de março
Hong Kong fechou as suas fronteiras com todos os não residentes que chegam do exterior. Também deixou de ser permitido transitar por Hong Kong. Todos os residentes que regressam, independentemente do ponto de partida, estão sujeitos à uma ordem obrigatória de quarentena, que exige que todos permaneçam num local especifico como em casa ou num hotel por 14 dias. Dispositivos de rastreamento são empregados para fazer cumprir o pedido. Todos os residentes que retornam dos Estados Unidos, Reino Unido e Europa continental devem passar por uma triagem aprimorada e enviar amostra de saliva para o teste à COVID-19.

### Abril de 2020

#### 1 de abril
O governo de Hong Kong anunciou o fecho temporário de salas de karaoke, discotecas e instalações de mahjong. A confusão sobre a lista do governo de locais a serem temporariamente fechados levou o público a acreditar que outros locais, como salões de beleza, salões de massagens e casas de clube, também precisariam de ser fechados. No entanto, o governo esclareceu que tais estabelecimentos poderiam permanecer abertos, sujeitos a fornecer desinfetante para as mãos aos clientes, além de exigir a utilização de máscara e a medição da temperatura medida à entrada em tais espaços.

#### 3 de abril
Às 18 horas, todos os pubs e bares no território foram obrigados a fechar por 14 dias.

#### 21 de abril
Numa conferência de imprensa neste dia, a governante Carrie Lam anunciou que as regras de distanciamento social, que já haviam sido estendidas anteriormente, seriam estendidas para além de 23 de abril por mais 14 dias. Logo após a conferência de imprensa, o Departamento de Alimentos e Saúde disse que a limitação do número de clientes, nos espaços, a 50% da sua capacidade seria aliviada.

#### 27 de abril
Investigadores da Universidade de Ciência e Tecnologia de Hong Kong disseram que um revestimento antiviral recém-desenvolvido pode fornecer até 90 dias de proteção "significativa" contra a COVID-19. O desinfetante é encapsulado em polímeros sensíveis ao calor e libertado quando há contacto humano com uma superfície, como um corrimão ou botão de elevador.

### Maio de 2020

#### 1 de maio
Nenhuma manifestação do Dia do Trabalhador foi autorizada, pois o limite de reunião de quatro pessoas foi mantido. A polícia efetuou 18 multas por violação das regras de distanciamento social em cabines de rua e num evento único num shopping.

#### 5 de maio
Carrie Lam, anunciou que o limite para reuniões públicas seria aumentado de quatro para oito pessoas, e que um número de empresas, incluindo salões de beleza e ginásios, poderiam reabrir sujeitas a precauções. O número de pessoas autorizadas a usar uma única mesa em restaurantes e instalações de catering também aumentou de quatro para oito. Foi anunciado que as escolas retomarão as aulas gradualmente a partir de 27 de maio, começando pelas escolas secundárias e passando progressivamente para as idades mais jovens.

## Meios e Prevenção
Hong Kong recomendou o uso de uma máscara cirúrgica em transportes públicos ou em lugares lotados.
A região ficou relativamente incólume com a primeira vaga do surto de COVID-19, possuindo uma curva epidémica mais plana do que a maioria dos outros lugares, algo que os investigadores consideram notável devido ao seu status como um centro de transporte internacional. Além disso, a sua proximidade com a China continental e os seus milhões de visitantes do continente anuais torná-la-iam vulnerável.  Agora, alguns especialistas acreditam que o hábito de usar máscaras em público desde a epidemia de SARS de 2003 pode ter ajudado a manter suas infeções confirmadas em 845, com quatro mortes, no início de abril.

## Controvérsia sobre o fecho das fronteiras
O governo de Hong Kong recusou-se a fechar todas as fronteiras com o continente para reduzir o risco do vírus entrar no território, optando por encerramentos parciais progressivos em resposta ao aumento da pressão pública. Houve pedidos para reforçar o controlo e verificação dos visitantes, especialmente os provenientes de Wuhan, o ponto de origem da epidemia. Médicos especialistas exigiram declarações de saúde obrigatórias em todas as fronteiras e portos, mas foram inicialmente rejeitadas. A chefe do governo de Hong Kong, Carrie Lam, rejeitou as propostas de fecho de fronteiras, classificando-as como “inapropriadas e impraticáveis”, mas disse que as declarações obrigatórias seriam implementadas.
Em 28 de janeiro, Lam anunciou que a ligação ferroviária de alta velocidade com a China continental e todos os serviços de ferry transfronteiriços seriam suspensos a partir de 30 de janeiro. Além disso, o número de voos da China continental e os serviços rodoviários transfronteiriços foram reduzidos. Os funcionários do governo de Hong Kong (exceto aqueles que prestam serviços essenciais ou de emergência) foram aconselhados a trabalhar em casa. Mais tarde naquele dia, o governo fechou dois postos de fronteira.
Como os principais postos de controle fronteiriços, como Lo Wu, Lok Ma Chau e Huanggang, permaneceram abertos, os profissionais de saúde do setor público, representados pela Aliança dos Empregados da Autoridade Hospitalar - um sindicato recém formado - criticaram as medidas do governo que consideraram "muito pouco, muito tarde". Mais de 400 médicos e enfermeiros de hospitais públicos também escreveram para o governo, exigindo o encerramento das fronteiras e também ameaçando uma ação de greve. O sindicato alertou o governo de que os seus membros poderiam entrar em greve no início de fevereiro se o governo falhasse na implementação de medidas de controlo mais rígidas sobre a imigração.
Enfrentando a pressão contínua dos grevistas e de todos os partidos do espetro político, Lam anunciou uma série de medidas, incluindo seis outros encerramentos de fronteiras em 30 de janeiro. Lam explicou que a insistência do seu governo em manter abertas as principais passagens de fronteira estava em conformidade com a posição da OMS de que as restrições draconianas às viagens e ao comércio eram desnecessárias e que se opunha a qualquer "movimento discriminatório" para fechar as fronteiras com a China ou restringir o acesso a viajantes chineses. Em 3 de fevereiro, o governo fechou todas as passagens de fronteira, exceto quatro - a Ponte Hong Kong – Zhuhai – Macau, o Porto da Baía de Shenzhen, o aeroporto internacional e o Terminal de Cruzeiros Kai Tak - e introduziu outras medidas de quarentena, mas recusou outra vez fechar a fronteira com China. Após uma votação sindical, seguiram-se três dias de greves nos hospitais públicos da região. Especialistas observaram que, após lidar com a questão da promulgação do projeto de extradição que mergulhou Hong Kong em tumulto, Lam não tinha capital político para fazer a exigência de encerramento total das fronteiras, algo que o governo chinês não estava inclinado a aderir.

## Escassez

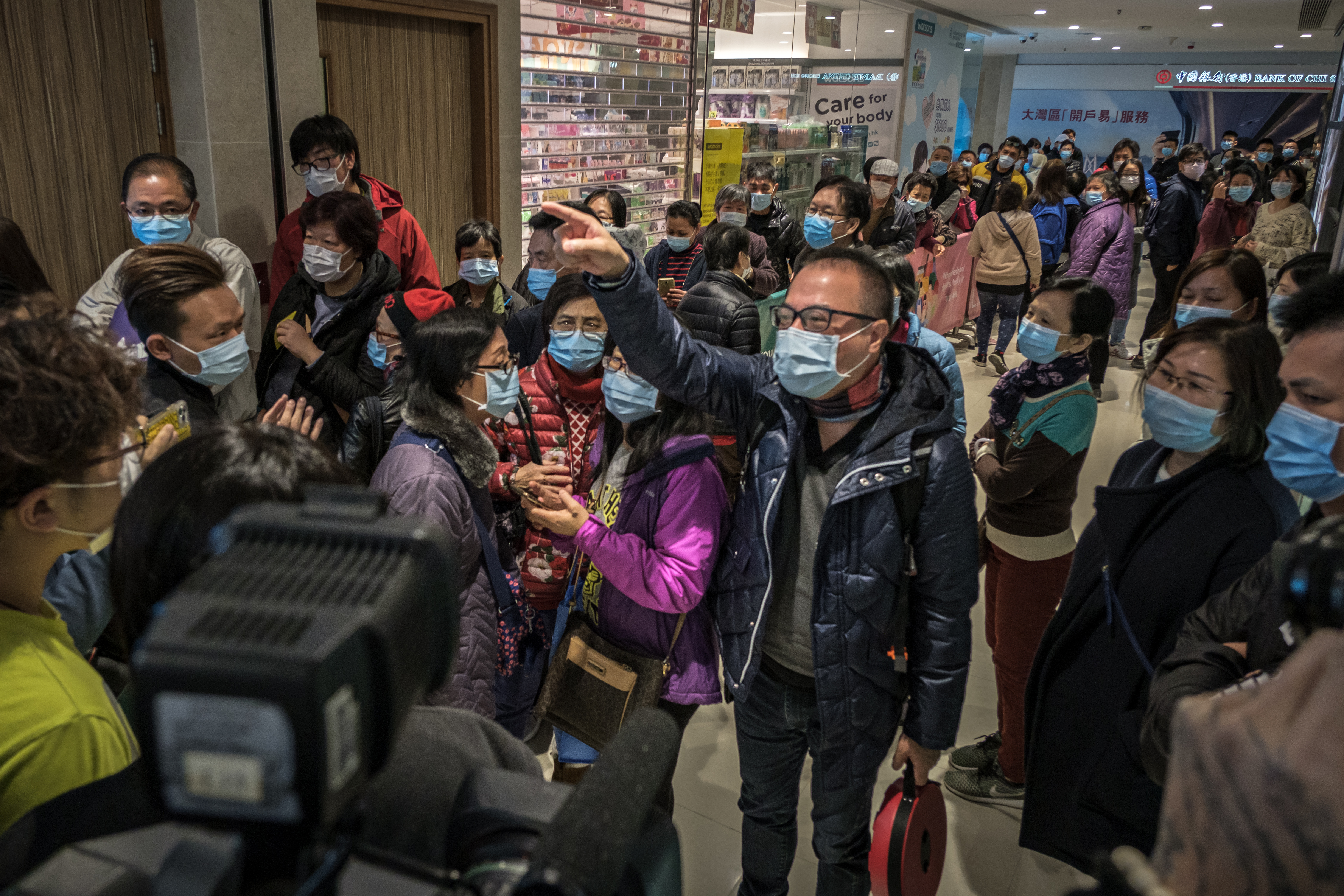
Fila para comprar máscaras em Hong Kong, 30 de janeiro de 2020. Todo mundo na fila já está usando uma máscara descartável.

Desde o surto do vírus, um número significativo de produtos foi esgotando em toda a cidade, incluindo máscaras e produtos desinfetantes. Um período contínuo de compras de pânico também fez com que muitas lojas acusassem escassez de produtos não médicos, como água engarrafada, legumes e arroz.
A nível profissional, a Autoridade Hospitalar informou no final de janeiro que o stock de máscaras cirúrgicas para hospitais públicos havia caído abaixo do suprimento para três meses, mas disse que esperava garantir o reabastecimento até junho. A chefe do governo, Carrie Lam, disse que tinha escrito para o Conselho de Estado na esperança de obter suprimentos oriundos da China continental. O governo de Hong Kong teve suas importações de máscaras faciais canceladas à medida que os stocks globais de máscaras diminuíram. Como 80% das máscaras cirúrgicas vendidas em Hong Kong eram de origem continental, a considerável demanda interna por máscaras tornou Hong Kong uma prioridade mais baixa.
Ao nível do comércio de retalho, as máscaras e o desinfetante para as mãos estavam em falta no final de janeiro. Cidadãos desesperados começaram a perseguir suprimentos pela cidade, correndo para qualquer loja onde os mesmos estivessem disponíveis e muitas farmácias tinham longas filas. Os clientes mal sucedidos descaregaram as suas frustrações nas equipas das lojas; a polícia foi, inclusive, chamada numa ocasião pela farmácia de Tin Shui Wai. A maioria das lojas tinha suprimentos limitados e os clientes frequentemente enfrentavam racionamento. Além do papel higiénico, a farinha foi vendida em excesso quando os cidadãos começaram a cozinhar em casa.
Em meio à escassez devido à acumulação, a filial de Mong Kok do supermercado Wellcome foi assaltada por gangues armados que fugiram com 50 pacotes (aproximadamente 600 rolos) de papel higiénico.
No início de fevereiro, quando máscaras de investigação criminal apareceram no mercado local, o governo foi chamado a prestar contas dos suprimentos de máscaras fabricadas pelos presos locais sob a égide das Indústrias de Serviços Correcionais. Em 2019, as máscaras foram produzidas a uma taxa de 4 milhões em cada trimestre pelo Departamento de Serviços Correcionais e distribuídas em vários departamentos governamentais. A mídia informou que os stocks em diferentes departamentos estavam disponíveis gratuitamente para os funcionários antes do ano novo lunar. Devido ao início da epidemia, tornaram-se um bem precioso em Hong Kong, e o abuso foi destacado.
Após a admissão de que a cidade não conseguiu suprimentos adequados de EPI, o governo anunciou o apoio à produção de máscaras privadas locais subsidiando cada linha de produção com doações, ajudando na identificação de instalações adequadas e fazendo pedidos para sustentar as suas operações. Está planeado um aumento na produção de máscaras pela Indústria de Serviços Correcionais de 1,8 a 2,5 milhões de unidades por mês.

## Sucesso no combate à pandemia
Num estudo publicado em abril de 2020 no Lancet, os autores expressaram a sua crença de que as restrições nas fronteiras, quarentena e isolamento, distanciamento social e mudanças comportamentais, como o uso de máscaras, provavelmente desempenharam um papel importante na contenção da doença até o final de março.
Outro fator importante de sucesso poderá ser o pensamento crítico dos cidadãos, que desconfiam do governo através das lições aprendidas com os protestos pró-democracia. O jornal The Atlantic credita o movimento de base rápido, coletivo e eficiente. Já familiarizado com as marés de informações erradas durante meses de protestos, a verificação obsessiva dos fatos é praticada; após a epidemia de SARS em 2003, as reivindicações sobre a não transmissibilidade da doença, apresentadas pelo governo, pelo Partido Comunista e pela OMS também foram ignoradas pelos cidadãos, que passaram a usar máscaras, apesar da lei anti-máscara em vigor.

### Comparação com Macau
As ações do governo em relação à epidemia em Hong Kong foram inevitavelmente comparadas com o "manuseio calmo e organizado" na vizinha Macau, apesar do tamanho relativo da população. Macau demonstrou uma resposta coordenada mais rápida e melhor, introduziu medidas firmes para limitar o fluxo de pessoas da China continental e implementou coleta abrangente e uso eficaz dos dados disponíveis. Em particular, e em contraste com as longas filas de cidadãos desesperados que perseguem máscaras frequentemente a preços inflacionados em Hong Kong, Macau foi elogiada por proporcionar aos seus cidadãos uma certa tranquilidade ao assumir o controlo da distribuição de máscaras, garantindo que máscaras estariam disponíveis para cada residente no início da epidemia.
Imediatamente após a deteção do seu primeiro caso transfronteiriço, Macau fechou a fronteira com Zhuhai. As proibições de entrada em Macau aos residentes de Hubei e aos que haviam visitado a província 14 dias antes da chegada a Macau eram semelhantes às de Hong Kong. Contudo, em Macau era exigida certificação médica oficial das autoridades sobre o status de "livre de infeção", o que reduziu o número de visitantes acentuadamente, uma vez que esses certificados são de difícil obtenção.
Os meios de comunicação informaram que a polícia de Macau procurou em 86 hotéis, deportou cerca de 150 visitantes de Hubei e colocou 4 em quarentena voluntária, enquanto os oficiais de imigração em Hong Kong verificaram 110 hotéis e apenas registraram detalhes dos 15 viajantes identificados como sendo de Hubei porque nenhum deles mostrou sintomas de COVID-19.
Enquanto o Chefe do Executivo de Macau, Ho Iat-seng, anunciava a medida, a sua homóloga de Hong Kong, Carrie Lam, participava na cimeira do Fórum Económico Mundial em Davos.

## Impactos
Em vista do surto de coronavírus, o Departamento de Educação fechou todos os jardins de infância, escolas primárias, escolas secundárias e escolas especiais até 20 de abril. A interrupção levantou preocupações sobre a situação dos estudantes devido a exames no final do ano, especialmente à luz da interrupção relacionada aos protestos que ocorreram em 2019. O Diploma de Ensino Secundário de Hong Kong foi adiado por quatro semanas, do final de março ao final de abril, e foi anunciado que a componente oral da língua chinesa e da inglesa seriam canceladas.
A 5 de fevereiro, a transportadora Cathay Pacific solicitou aos seus 27.000 funcionários que voluntariamente tirassem três semanas de férias não remuneradas até o final de junho. A companhia aérea já havia reduzido os voos para a China continental em 90% e os voos totais em 30%.
A prisão de dezenas de ativistas pró-democracia e políticos da oposição no decorrer dos protestos de Hong Kong em 2019-2020, que incluíram a prisão de 15 figuras pró-democracia de alto perfil em 18 de abril, foi vista sendo acelerada amplamente pelas restrições locais às manifestações, além da diminuição da atenção internacional devido à pandemia. A polícia aplicou leis devido ao coronavírus que proíbiram grupos com mais de quatro elementos, por exemplo, para dispersar manifestantes do lado de fora da estação Prince Edward em 31 de março, bem como um protesto de 300 pessoas a cantar em Cityplaza a 26 de abril.